# Vol qualifié
Le vol qualifié (ou parfois vol à main armée)  est un vol perpétré avec violence, généralement commis lorsque l'accusé était muni d'une arme, mais pas nécessairement, car cela peut aussi se produire au moyen d'objets ou de menaces.

## Droit par pays

### Canada
Bien que le terme « vol à main armée » ne figure pas dans le Code criminel, cet acte criminel est réprimé sous le nom de vol qualifié à l'article 344 C.cr. Il s'agit d'un crime passible de l'emprisonnement à perpétuité, et lorsqu'une arme à feu à autorisation restreinte ou prohibée est utilisée, une peine minimale de cinq ans est imposée dans une première infraction et une peine minimale de sept ans est imposée en cas de récidive.

« 344 (1) Quiconque commet un vol qualifié est coupable d’un acte criminel passible :
a) s’il y a usage d’une arme à feu à autorisation restreinte ou d’une arme à feu prohibée lors de la perpétration de l’infraction, ou s’il y a usage d’une arme à feu lors de la perpétration de l’infraction et que celle-ci est perpétrée au profit ou sous la direction d’une organisation criminelle ou en association avec elle, de l’emprisonnement à perpétuité, la peine minimale étant  :
(i) de cinq ans, dans le cas d’une première infraction,
(ii) de sept ans, en cas de récidive;
a.1) dans les autres cas où il y a usage d’une arme à feu lors de la perpétration de l’infraction, de l’emprisonnement à perpétuité, la peine minimale étant de quatre ans;
b) dans les autres cas, de l’emprisonnement à perpétuité. »

### États-Unis
Aux États-Unis, le vol qualifié est généralement traité comme une forme aggravée de larcin de droit commun. Les éléments et les définitions spécifiques diffèrent d'un État à l'autre. Les éléments communs du vol sont :
- 1) une intrusion
- 2) prendre et
- 3) emporter
- 4) de la propriété personnelle
- 5) d'un autre
- 6) avec l'intention de voler
- 7) de la personne ou de la présence de la victime
- 8) par la force ou la menace de la force

Les six premiers éléments sont les mêmes que le larcin de common law. Ce sont les deux derniers éléments qui aggravent le crime vers le vol qualifié de common law.
De la personne ou de la présence de la victime – le vol nécessite que les biens soient pris directement sur la personne de la victime ou sur sa présence. Ceci est différent du larcin qui exige simplement que la propriété soit prise de la possession de la victime, réelle ou implicite. Les biens sont « sur la personne de la victime » si la victime détient réellement les biens, ou si les biens sont contenus dans les vêtements que la victime porte ou sont attachés au corps d'une victime, comme une montre ou des boucles d'oreilles. La propriété est en présence d'une personne lorsqu'elle se trouve dans la zone de son contrôle immédiat. La propriété doit être suffisamment proche de la personne de la victime pour que la victime aurait pu empêcher sa prise si elle n'avait pas été soumise à la peur ou à l'intimidation.
Par la force ou la menace de la force' – le recours à la force ou à la menace de la force est l'élément déterminant du vol qualifié. Pour qu'il y ait vol, il doit y avoir « la force ou la peur » en commettant le vol. Les questions concernant le degré de force nécessaire pour un vol qualifié ont fait l'objet de nombreux litiges. Le simple fait d'arracher les biens de la personne de la victime n'est pas une force suffisante à moins que la victime ne résiste ou que l'un des objets soit attaché ou transporté de telle manière qu'une force importante doit être utilisée pour libérer l'objet de la personne de la victime
Pour un vol qualifié, la victime doit être placée dans la « crainte » de subir un préjudice immédiat par la menace ou l'intimidation. Il n'est pas nécessaire que la menace soit dirigée contre la victime personnellement. Les menaces envers des tiers sont suffisantes. La menace doit être celle d'un préjudice personnel présent plutôt que futur. La peur ne signifie pas « effroi », cela signifie l'appréhension, une prise de conscience du danger de lésions corporelles immédiates.

### France
Le Code pénal distingue les vols simples et les vols aggravés (existence de circonstances aggravantes du vol à l'instar du vol criminel ou du vol avec violence). Il existe depuis 1988 deux catégories de vols avec violences, les vols avec arme par nature ou par destination, et les vols avec violences sans arme. Le vol à main armée est perpétré avec usage ou menace d’une arme par nature (arme blanche, arme à feu) ou par destination (scalpel, arme factice, etc.). Le cambriolage est un vol aggravé de la circonstance d'effraction (le Code pénal définit l’effraction dans l'article 132-73 : « L’effraction consiste dans le forcement, dans la dégradation ou la destruction de tout dispositif de fermeture ou de toute espèce de clôture » afin de s'introduire dans un lieu sans autorisation).